# Missale secundum notulam dominorum Teutonicorum

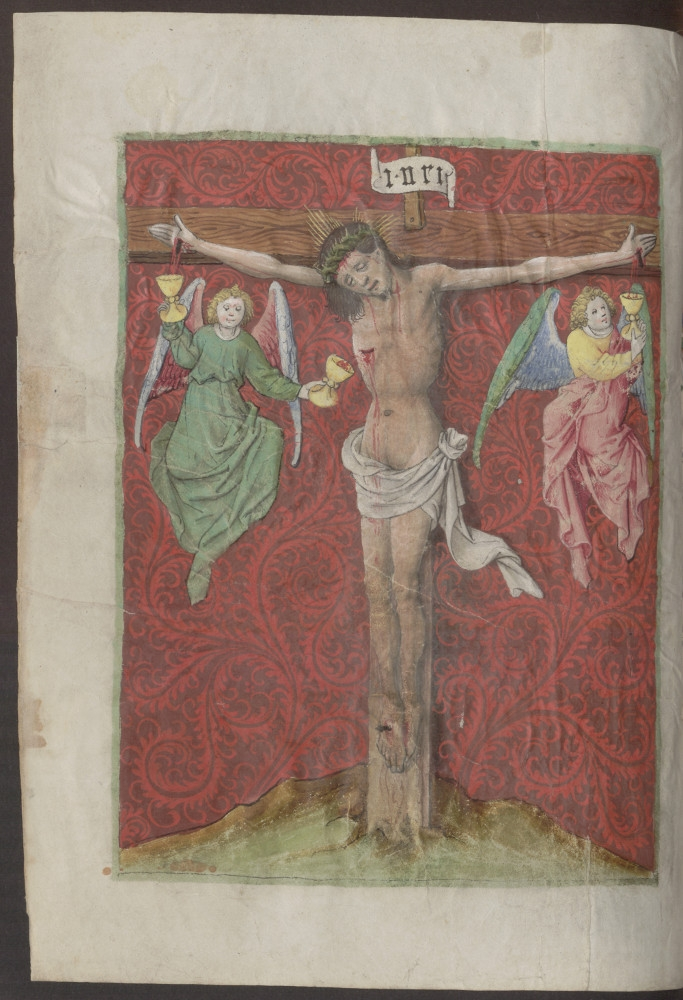
Jedyna ilustracja rękopisu

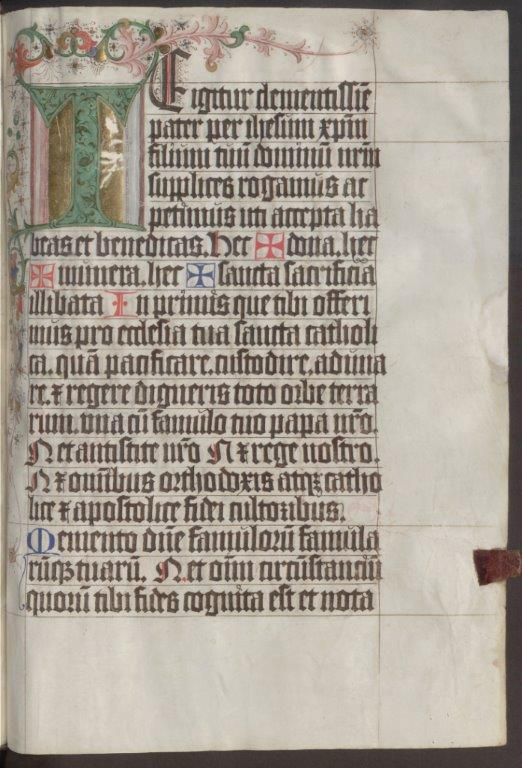
Jedna z kart rękopisu z inicjałem litery T

Missale secundum notulam dominorum Teutonicorum (pol. Mszał rytu zakonu krzyżackiego) – rękopiśmienna księga liturgiczna z pierwszej połowy XV wieku , wpisana 4 listopada 2016 roku na Polską Listę Krajową Programu UNESCO Pamięć Świata   . 

## Charakterystyka
Mszał składający się z 263 pergaminowych kart został zapisany po łacinie. Powstał w gdańskim skryptorium .
Tytuł dzieła odnosi się do tzw. niemieckiej liturgii, rytu krzyżackiego czyli dominikańskiego .
Rękopis zawiera jedyną ilustrację  na 127. karcie verso . Jest to całostronicowa miniatura Ukrzyżowanie o wymiarach 250x188 mm , przedstawiająca Chrystusa i dwóch aniołów zbierających jego krew . Dzieło jest zbliżone stylistycznie do ówczesnego pomorskiego malarstwa tablicowego . Autor jest nieznany, prawdopodobnie pochodził z Niemiec lub Burgundii ; być może artysta wywodził się z kręgu Mistrza Francke .
Dzieło jest zdobione ponadto barwnymi inicjałami z motywami roślinnymi  . Obecna renesansowa oprawa księgi, składająca się ze skóry i drewna, została wykonana w Gdańsku w początku XVI wieku .

## Proweniencja
Mszał należał do zakonu krzyżackiego  i był używany do celów liturgicznych w bazylice Mariackiej w Gdańsku. Świadczy o tym pochodzący z 1518 r. zapis na wyklejce przedniej okładki rękopisu  o sprawowaniu z jego udziałem mszy przy ołtarzu świętej Brygidy .
Manuskrypt należał do Biblioteki Mariackiej, która istniała co najmniej od 1398 r. . Biblioteka ta działała przy bazylice Mariackiej w Gdańsku. Po likwidacji biblioteki, w 1912 roku Biblioteka Gdańska przejęła jej księgozbiór, wraz z krzyżackim mszałem, jako wieczysty depozyt. Rękopis znajduje się od tego czasu w Bibliotece Gdańskiej, późniejszej Bibliotece Gdańskiej Polskiej Akademii Nauk .
W 2010 dzieło przeszło konserwację oprawy i większości kart .
4 listopada 2016 roku rękopis został wpisany na Polską Listę Krajową Programu UNESCO Pamięć Świata  .